# Гигантска секвоя
Вижте пояснителната страница за други значения на Секвоя.
Гигантската секвоя (Sequoiadendron giganteum) е вид иглолистно растение от семейство Кипарисови (Cupressaceae), единствен съвременен представител на род Sequoiadendron. Познат е още като Мамонтово дърво. Короната на секвоята в млада възраст има почти идеална конусовидна форма, а по-късно става неправилна. Стъблото е силно сбежисто (с намаляващ диаметър по дължината на ствола) и е покрито с дебел слой червено-кафява, мека, влакнеста кора. Иглите са шиловидни, сивозелени и сравнително дребни, дълги 3 – 6 mm. Височината му достига до 90 – 100 m. Това е най-едрият дървесен вид на планетата.

## История
Исторически гигантските секвои могат да бъдат проследени до триаския период преди 200 милиона години – когато динозаврите се появяват за първи път. Гигантските секвои са доминиращ дървесен вид в Северна Америка и Европа през юрския период (преди 180 – 135 милиона години) и през периода креда (преди 35 – 70 милиона години). Динозаврите са изчезнали до края на периода креда, но гигантските секвои оцелели. Планетата е била значително по-топла и по-влажна по време на динозаврите, а атмосферата – в пъти по-богата на въглероден диоксид.
В края на периода креда земята започва да се охлажда и засушава. Гигантските секвои започват да отстъпват бавно в полза на растителни видове, по-подходящи за условията на засушаването. Преди около 20 милиона година гигантските секвои изчезнали от Европа, но оцелели в западната част на Северна Америка. Гигантската секвоя е единственият оцелял член на рода Sequoiadendron.
Днес, благодарение на човека, гигантски секвои могат да бъдат видени на много места по света, в това число и в България.

## Таксономия
Един от първите учени, видял гигантската секвоя в естествени условия, е английският ботаник John Lindley през 1853 г. Той публикува първото научно описание на вида. Смятайки, че този вид принадлежи към нов, неописан дотогава род, той избира име на рода Wellingtonia, посветен на английския пълководец от битката при Ватерло – Артър Уелсли, херцог на Уелингтън (на английски: Duke of Wellington), а вида нарича Wellingtonia gigantea Lindl.
Мнението на американските учени по това време било, че такова забележително със своите размери растение не следва да носи името на европеец. Поради това през 1854 г. американският ботаник C. F. Winslow променя родовото название на Washingtonia, в чест на първия президент на САЩ, а вида нарича Washingtonia californica.
Същата година френският ботаник Жозеф Дьокесн (Joseph Decaisne) въз основа на морфологията на репродуктивните органи констатира, че става дума за представител на рода Sequoia. Така видът претърпява нова номенклатурна промяна и името му става Sequoia gigantea (Lindl.) Decne. non Endl.
Името Sequoia gigantea просъществува 85 години, докато американският ботаник John Theodore Buchholz публикува статията „The generic segregation of Sequoias“. Amer. J. Bot, 26: 535 – 538 (1939), в която той обосновава мнението, че този вид принадлежи към отделен род Sequoiadendron и така се стига до окончателното име, валидно и до днес: Sequoiadendron giganteum (Lindl.) Buchh.
Този вид преди е бил включван в семейство Таксодиеви (Taxodiaceae). Това семейство е обединено със семейство Кипарисови (Cupressaceae) – виж Farjon, Aljos 2005.

## Разпространение
Видът е ендемичен за Калифорния, САЩ. Естествено разпространен е в горски пояс по западните склонове на планините Сиера Невада.
Ареалът на разпространение е силно разпокъсан, с дължина 400 km и ширина 25 km. Действителната площ се оценява на около 142 km2. Най-често се среща в южните части, окръзи Фресно и Тюлери. Обитава смесени иглолистни гори, в които доминиращ вид е Конколорска ела. Расте в защитени територии с дълбоки, влажни почви на 1100 до 2500 m надморска височина. Независимо от факта, че почти целият ареал е защитен от повече от сто години, популацията непрекъснато намалява. Това се дължи главно на неправилно възобновяване и естествена смърт на престарели дървета, които се заместват от конкурентни иглолистни видове.

### В България
Въвеждането на секвоята в България започва преди малко повече от 100 години. В двора на Боянската църква има 3 вековни гигантски секвои, засадени от царица Елеонора през 1907 г. Вековна гигантска секвоя расте и в двора на манастира „Седемте престола“ край с. Осеновлак в Искърското дефиле. В Борисовата градина в София в частта близо до квартал Изток и до тенис кортовете също има гигантска секвоя от времето на цар Борис III. На сходна възраст има и една гигантска секвоя в частта на Борисовата градина до квартал Изгрев. Гигантска секвоя има също в двора на Лесотехнически университет – София, в двора на пожарната в град Смолян, в Морската градина във Варна, Морската градина в Бургас, на гаровия перон в град Пирдоп (5 гигантски секвои, засадени през 1935 г. – подарък за Царя), в двора на училището в село Антон, на площада на село Душанци и в балнеологичния курорт Вили Костенец, разположен в източния дял на Рила планина, на 9 km южно от гара Костенец и на 78 km югоизточно от София (2 секвои). В двора на училището в с. Буново растат две гигантски секвои, засадени преди повече от половин век. Също така и в местността „Колибар чешма“, намираща се на 3 km от Ивайловград и на 328 km югоизточно от София има една секвоя с височина близо 40 m, а също така и малка гора от около 40 броя по-малки дървета. Има няколко броя в град Велинград, на гърба на пощата, там може да се види величието ѝ. Има засадени гигантски секвои в дворове на къщи, които се намират в столичните квартали Княжево, Драгалевци, Симеоново и Бояна. Гигантски секвои има и в женския руски манастир в кв. Княжево. Около 20 секвои на 30 години има в Аграрен университет в Пловдив. Две гигантски секвои има в кв. Мусагеница. Вероятно са посадени около 1970 г. Има в с. Ново Градище, област Стражица. Дървото е на 42 – 43 г. с диаметър 3 m и височина около 15 – 20 m, отрасло е в частен двор, засадено от собствениците. На площада в селото има и още 3 дървета. В местността „Юч бунар“ край село Богослов, което се намира над гр. Кюстендил, има 3 вековни секвои. Първите дървета там са посадени през 1890 г. от лесовъда Йордан Митрев, а семената са донесени от моряк от родината на секвоите – планината Сиера Невада в Калифорния. По-късно лесничеи засаждат още 100 секвои и така се образува днешната гора. Няколко секвои има и в бившата правителствена резиденция в Нареченски бани, засадени според охраната през 1955 г., но доста дебелостволи. Секвоя има в централната част на курортното градче Вършец.

## Биология

### Коренова система
Гигантската секвоя обикновено развива широка коренова система много рано в развитието си. В регион, белязан от продължителен летен сух сезон, какъвто е Сиера Невада в Калифорния, този вид на кореновата система е от съществено значение за всички видове дървета, но тя развива такава коренова система и на необичайно влажни места. Дори и с обширна коренова система гигантската секвоя е рязко ограничена в нейния естествен ареал от фактора влажност на почвата. Кълняемостта и ранните етапи разсад са най-уязвими по отношение на проблемите на околната среда като суша. След като гигантските секвои са покълнили и са се превърнали в силни млади растения с добра коренова система, те са доста способни да оцелеят в много части на света, в това число и в България.
В рамките на първите две години на растеж кореновата система започва да се разклонява по-гъсто. Растежът ѝ е по-голям в страничното си развитие точно под повърхността на почвата, което продължава най-силно. В крайна сметка корените на големи дървета достигат до 30 – 40 m дължина, а в някои случаи може да достигнат и повече от 60 m. Това означава, че някои от големите секвои развиват коренова система на площ от около четири декара горски масиви.
По-голямата част от кореновата система на гигантската секвоя е съставена от малки, нишковидни хранилки, които се разпространяват от по-големите корени близо до основата на дървото. Някои от големите корени може да достигнат повече от два и половина или три метра в диаметър, но повечето от тях са много по-малки. Цялата система от корени са в рамките на четири-пет метра под повърхността на почвата. Това е деликатна структурата, която може да извиси дървото нагоре до 100 m.
Въпреки огромната си нужда от влага и хранителни вещества, гигантската секвоя не използва нагоре наличните си ресурси за това. Напротив, тя е склонна да се създаде много стабилни, дългосрочни отношения с почвата около нея. Системен анализ и оценка на състоянието на почвата около секвоите от различни възрасти показват постоянни и надеждни количества от различни химични вещества, необходими за развитието на една секвоя.

### Корона
Веднага след като младата гигантска секвоя разполага с подходящо целогодишно предлагане на влага и слънчева светлина, тя започва да расте доста бързо. При оптимални условия основното стъбло води пътя нагоре, и дървото става с конична форма. Горната част на короната ще запази тази форма в продължение на много години, въпреки че, ако дървото не расте в пълна слънчева светлина, може да започне да губи своите ниски клони и от това се получава по-високо и като сянка нараства около основата. В крайна сметка, обаче, когато достигне полова зрялост, короната на дървото постепенно губи своята конусовидност и външния ѝ вид става по-заоблен, с формата на купол. Короната на зряла гигантска секвоя придобива елегантно заоблен външен вид с голям облак от вълни зеленина, които стоят в ярък контраст с по-заострените върхове на другите иглолистни дървета около нея.
В горната си част короната става все по-закръглена. Голямата възраст и голямата височина се комбинират, за да се преустанови по-нататъшния растеж нагоре. Мащабните клони също са типични за старите ветерани. Самоокастреноста в крайна сметка може да доведе до основни стъбла, които са без клони до 40 – 60 m над земята. Над това ниво по-старите дървета могат да задържат един или повече клони, които идват хоризонтално от основния дънер и след това се завъртат нагоре, достигайки голяма височина в борба за слънчева светлина.
Много от старите гигантски секвои са изсъхнали отгоре. Това означава, че имат мъртва дървесина в горната част на короните им, макар да изглежда здрава и стабилна. Те са били по-високи и след това умира част от върховете им. Най-големият причинител на изсъхването на върховете е пожарът. Осемдесет и пет процента от секвоите, които имат сухи върхове, са със сериозни белези от изгаряния по стволовете си.

### Размножаване
Размножаването на секвоите може да се извършва както семенно, така и вегетативно.

Шишарките са яйцевидни, дълги 5 – 8 cm и широки 3 – 4 cm. Узряват за 18 – 20 месеца, но могат да останат на дървото, запазвайки зеленикавия си цвят в продължение на 20 години. Във всяка шишарка се образуват средно по около 230 семена, които са снабдени от страни с тесни крилца.

Гигантската секвоя спада към т.нар. пирогенетични видове. Секвоите оцеляват след възникнали горски пожари, които дори благоприятстват поникването на семената и възобновяването на гората. По време на пожара изгаря мъртвата горската постилка, а от високите температури шишарките на дървото изсъхват и се разтварят, семената изпадат и след първия обилен дъжд поникват.

### Темпове на растеж
Крайбрежните секвои могат да достигнат от 1,8 m до 2,4 m, а дори повече височина в рамките на един сезон. Гигантската секвоя е по-вероятно да израсте около 60 cm височина на година през първите 50 – 100 години. От друга страна, дънерът на гигантската секвоя продължава да расте, като увеличава своя общ обем със скорост, далеч надминаваща тази на всяко друго дърво. Растежът на пръстените е през 1,2 cm дебелина и са често срещани при млади гигантски секвои в оптимални условия. Това се равнява на увеличение с един сантиметър от диаметъра на година. И бързия ѝ растеж е вероятно да продължи, дори когато дънера и е станал с над 30 метрова обиколка. С това годишните пръстени на растежа и може да са станали по-тесни, но общият обем на растежа може да продължи в същата или по-висока честота.
Теоретично гигантските секвои могат да продължат да живеят и растат вечно. Тези дървета умират само вследствие на външно физическо събитие като подкопаване от ерозия или събаряне от вятър. Когато огромна секвоя бъде повалена от ерозия или от буря, от корените ѝ израстват нови дървета и продължават живота ѝ. Смята се, че има такива дървета израснали от древни повалени секвои на 20 – 30 000 години, а и повече. Днес, най-старата известна единична гигантска секвоя е на около 3300 години.

## Интересни факти
Въпреки че гигантските секвои не са най-високите дървета, те държат няколко рекорда. На височина достигат до 100 m и обиколка на дънера до над 54 m и диаметър над 17 m. Те са и едни от най-дълголетните живи същества на планетата, като могат да достигнат възраст от 3500 – 4000 години.
Най-голямото дърво на света е гигантската секвоя „Генерал Шърман“ в Калифорния, САЩ. Дървото е с височина 83 m, обем на ствола 1486,6 m³ и тежи около 1300 тона. Смята се, че то е на възраст около 2500 години, като всяка година нараства с такъв обем, че от него може да се получи стандартно 15-метрово дърво с диаметър на дънера от 30 cm, което го прави най-бързорастящото дърво в света.
Победата на „Генерал Шърман“ за титлата на най-голямо дърво никак не е лесна – десетилетия наред то се конкурира с друго дърво, „Генерал Грант“, намиращо се в национален парк „King’s Canyon“, което всъщност е с по-голяма обиколка (32,77 m спрямо 31,27 m за генерал Шърман). През 1921 г. група учени внимателно измерват двете дървета – според получената информация победител трябвало да бъде „Генерал Грант“, но впоследствие се е решило под внимание да бъде взет обемът, а не точковата система.